# 東京日日新聞
東京日日新聞（とうきょうにちにちしんぶん）は、日本の日刊新聞である『毎日新聞』（まいにちしんぶん）の東日本地区の旧題号、および毎日新聞社の傍系企業であった東京日日新聞社が昭和20年代に東京都で発行していた夕刊紙。共に略称は「東日」（とうにち）。
前者は現在の毎日新聞東京本社発行による毎日新聞の前身である。

## 概要
明治維新後の東京府で発行を始めた初の近代新聞であり、東京において現存する最古の日刊新聞の源流である。

## 歴史

### 東京初の近代新聞誕生

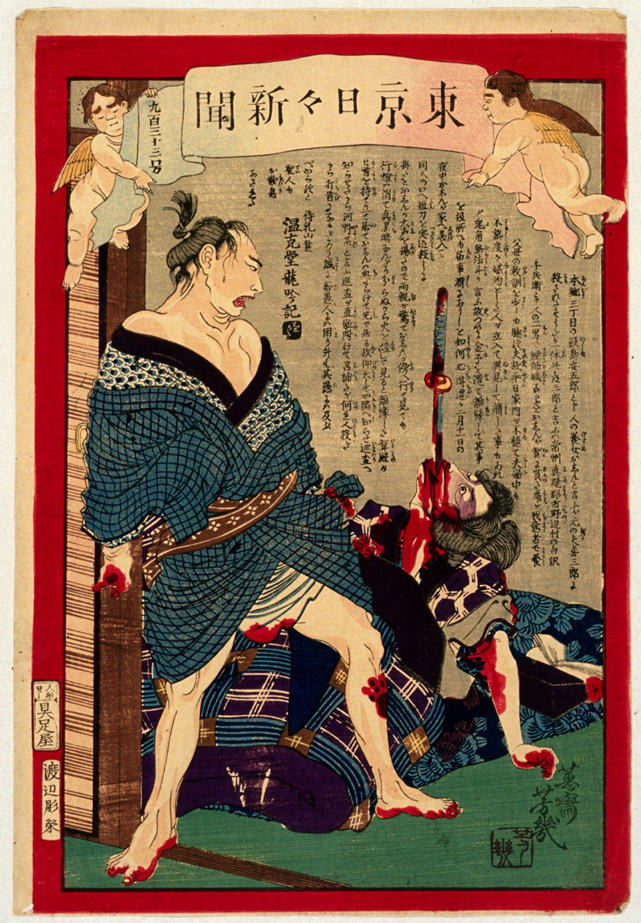
錦絵版の東京日々新聞

明治5年2月21日（新暦1872年3月29日）、戯作者の条野伝平、本屋の番頭であった西田伝助、浮世絵師の落合幾次郎によって東京最初の日刊紙として創刊された。このメンバーのうち、条野・西田と後に入社した福地源一郎は王政復古間もない慶應4年（1868年）にも江戸で『江湖新聞』なる隔日刊新聞を発行したが、わずか22号で廃刊となっていた。
東日は当初、浅草茅町（現在の台東区。JR総武線浅草橋駅近辺）にあった条野の居宅から発刊したが、2年後の1874年（明治7年）、銀座（現在の中央区）に社屋を建てて進出。雑報入りの「新聞錦絵」が東京土産として話題を呼んだ。1873年（明治6年）に甫喜山景雄と岸田吟香が入社し、平易な口語体の雑報欄が受け大衆紙として定着。同年10月には新聞紙発行条目の制定に伴い太政官（現在の内閣）から発行の許可を得た。
1874年（明治7年）12月2日、入社と共に主筆に就任した福地が社説欄を創設してから、紙面を一新。政府擁護の論陣を張る御用新聞となり、自由民権派の政論新聞と対抗した。この時に校正主任として招かれたのは、語学者で福地とともに遣欧使節団に加わった経験のある市川清流であった。
1876年（明治9年）、東京・銀座尾張町の恵比寿屋呉服店が倒産した跡地を取得して移転。以後、有楽町に移転するまで本社とした。同年12月には、三井物産が創刊した中外物価新報（現在の日本経済新聞）の印刷を受注した。

### 政府広報紙の役割
1877年（明治10年）、太政大臣三条実美は正院文書局と刊行物『太政官日誌』を廃止した。この後数年間、東京日日新聞は「太政官記事印行御用」を標榜して、本紙の「太政官記事」、「広報」の欄が明治政府の公式発表を代行する状態となった。ただし、正式な法令公布機能はなく、太政官職は別途、文書を配布していた。
1880年（明治13年）頃から政府批判の高まりとともに「御用新聞」との批判も強まったが、その後の1883年（明治16年）、太政官の下に再び文書局が設けられ官報の刊行を開始。1885年（明治18年）、初代内閣総理大臣伊藤博文は「布告・布達は官報掲載を以て公式とし別に配布しない」とする布達（現在の政令ないしは通達）を出し、以後民間商業新聞が明治政府の公式発表を代行することはなくなった。

### 経営者交代・大毎による買収
自由民権運動期には、福地が明治政府を支持する姿勢を鮮明にした立憲帝政党の結党に参加した。しかし、三条ら政府高官が超然主義的な立場を取って意に介さなかったため、程なくして瓦解した。
1884年（明治17年）、条野が中心になって兄弟紙『警察新報』が創刊された。警察新報は2年後の1886年（明治19年）、『やまと新聞』と改題。東日は徐々に大新聞寄りに変化していき、一方のやまとは小新聞として、それぞれ発展を遂げていった。
1888年（明治21年）、社長交代を契機に論調を中立路線に転換し大幅に部数を伸ばすが、1891年（明治24年）に長州藩閥の機関紙と化し、再び政府寄りとなる。その後伊藤博文や井上馨、三井財閥の支援を受け、1904年（明治37年）には三菱財閥により買収。加藤高明が社長に就任するが経営不振は打開されず、1911年（明治44年）に『大阪毎日新聞』（おおさかまいにちしんぶん：大毎）の社長本山彦一に売却された。
大毎は明治初期には政治色が強かったため経営上振るわなかったが、1889年（明治22年）から穏和な論調に転換、広告収入の増加もあって『大阪朝日新聞』（現在の朝日新聞）と並ぶ近畿の有力紙となっていた。1906年（明治39年）、競合の電報新聞を買収し、『毎日電報』と改題し東京へ進出していた。本山は、毎日電報を東日に合同させた。
第一次世界大戦の勃発を他紙に先駆けて報道。ロシア革命の報道やレーニンの会見でも注目を集める。シベリア出兵には慎重論をとり、国内問題では米騒動などの社会問題も取り上げ、普通選挙運動にも賛成の立場をとったが、同様の論調をとる朝日新聞（東京朝日・大阪朝日）と覇権争いを全国的に繰り広げた。こうした動きは結果的に両社の発展につながったと言える。
1922年（大正11年）3月16日からは、漢字の制限と簡略化が行われ読みやすい紙面となった。

### 在京五大大手の一角へ
業績を回復した東日は、大正期には東京五大新聞（報知新聞・時事新報・國民新聞・東京朝日・東日）の一角に数えられ、1923年（大正12年）9月1日に発生した関東大震災（大正関東地震）も大毎の支援を受けて乗り切った。震災報道では朝日陣営の後手に回ったが、報道そのものは東日の方が評価が高かったとされる。
1926年 （大正15年）12月25日の大正天皇崩御直後には次の元号を誤って報じる『光文事件』の失態を犯してしまう。大毎・東日の社長を兼ねていた本山は一旦辞意を表明するが、東日編集主幹で後に本山の後任の会長となる城戸元亮が辞任することになり事態は収拾された。
1928年（昭和3年）4月29日、本所公会堂で行われた無産党民衆大会の取材に当たっていた新聞記者が、場外警備に当たっていた警視庁厨橋警察署（現・本所警察署）所属の警察官から暴行を受ける。他社と共同で警視庁記者クラブを通じ、警視総監の謝罪などを求めた結果、国会でも取り上げられるに至り、警察署長らが処分を受けた（署長は直前に退職）。

この後、東京新聞界は大阪資本の朝日・東日の二強体制となり、1929年（昭和4年）には國民新聞創業者で社長兼主筆だった徳富蘇峰が移籍。1936年（昭和11年）の2･26事件後には時事新報を合同した。

一方、光文事件後は大毎本社に大きく先行されていたイベント事業にも力を入れるようになり、まず1927年（昭和2年）、大毎本社主催の選抜中学野球に対抗した社会人野球の全国大会全日本都市対抗（現・都市対抗野球）が行われた。

続いて1935年（昭和10年）、東日学芸部長阿部眞之助の提唱により将棋の実力制名人戦が開始。翌年には本因坊秀哉の引退を受けて囲碁の大名跡本因坊も実力制に改めた。1939年（昭和14年）、東京・有楽町に完成した新社屋には当時東京でも珍しいプラネタリウム「東日天文館」が設置され、壁面には電光ニュースが瞬いた。
大東亜戦争（太平洋戦争・第二次世界大戦）が始まった1941年（昭和16年）12月8日の朝刊では、「東亜攪乱・英米の敵性極まる」「断固駆逐の一途のみ」の見出しで、主要紙では唯一開戦（南方作戦・真珠湾攻撃・日本の対米英宣戦布告）をスクープした。戦争中は他紙と同様、戦争翼賛報道を行った。

### 全国紙『毎日新聞』へ
1943年（昭和18年）1月1日、東京日日新聞と大阪毎日新聞は新聞統制により題字を『毎日新聞』（まいにちしんぶん）に統一。編集機能を東京に集約した。明治初期から長年続いた伝統ある「東京日日新聞」の題字は一旦消滅した。

なお、東日と大毎の統合により現在の毎日新聞が誕生したが、日本最古の近代新聞横浜毎日新聞も、後に『毎日新聞』『東京毎日新聞』と改題している。しかし、横浜毎日新聞は武蔵国久良岐郡横浜町（現在の神奈川県横浜市中区）で創業した横浜活版社が元祖であり、東日の系譜とは全く無関係である。

### 毎日新聞の僚紙『夕刊東日』
大東亜戦争終結後の1948年（昭和23年）12月4日に、毎日新聞社の系列会社である東京日日新聞社による新興夕刊紙として「東京日日新聞」が“復刊”した（題字は復活したが、号数は1号から数えていた）。
復刊（新創刊）の背景として、終戦直後の用紙統制が既存紙よりも新興紙に多く割り当てられる事が挙げられる。このとき勃興した新興紙として1945年（昭和20年）12月に民報社より「民報」が創刊され、1947年8月『東京民報』に改題した後、民報社は鈴木郁三に買収され、更にその鈴木が毎日新聞社と手を組んだことで「東京民報」は1948年11月30日をもって終刊。民報社が東京日日新聞社と改称して「東京日日新聞」を新創刊した。
既存紙もダミー子会社を設立して用紙を確保しようと腐心していた時期であり、毎日新聞社もまた新興紙の買収といった形で東京日日新聞を復刊（新創刊）したのであるが、翌1949年（昭和24年）11月27日に毎日新聞東京本社による夕刊紙「夕刊毎日新聞」の発行（1951年（昭和26年）10月1日毎日本紙の夕刊に切り替え）で競合したため、内容を娯楽物中心に変更。高田保の時事エッセイ「ブラリびょうたん」の企画が好評を博した。
1950年（昭和25年）3月からスポーツニッポンが東京で発行を始めたことにより事業が重複することになり、1954年（昭和29年）9月1日より朝刊紙に転換。しかし、当初から朝刊で発行していたスポニチと完全に競合になってしまい、1955年（昭和30年）8月31日限りでスポニチに事実上統合され休刊となった。

東京日日新聞社は編集局を東京・有楽町の毎日新館に置き、印刷も毎日新聞東京本社に委託したが、既存の会社を買収した経緯から会社組織そのものは全くの別会社を装っており、資本構成に毎日新聞社の名はなかった。その後、毎日新聞社、サン写真新聞社、スポーツニッポン新聞社とともに連名でイベントを開催するようになったが、逆に印刷は東京日日新聞印刷工場（現在の東日印刷）を港区芝に設立して独立。21世紀に入って毎日新聞GHDが設立されたことで、その完全子会社になった。
この新生東日の紙面構成は一日概ね4頁で、1面は総合面（政治経済）であり、毎日新聞夕刊に引き継がれる「近事片々」も戦前に引き付き掲載されていた。2面はスポーツと家庭面であり、毎日新聞主催の都市対抗野球や選抜高校野球、プロ野球毎日オリオンズの記事が多く掲載された。3面は社会面であり、正真正銘の「三面記事」が載った。4面は芸能面で映画演劇が主だが、放送番組を扱う場合は主としてラジオ東京(JOKR)の記事が多く載っていた。
なお、「東京民報」の題号はその後、日本共産党東京都委員会の機関紙の題号として転用されている。

### 毎日と東スポの提携へ
旧やまと新聞は、もともと旧東日の2つ目の媒体として立ち上げられた縁がある。このため、大東亜戦争期に旧やまと新聞のオーナーになった児玉誉士夫の死後、やまと新聞の後身の東京スポーツはそれまで朝日新聞グループの日刊スポーツ新聞社と提携していたのを改め、毎日新聞社に接近していった。1988年（昭和63年）、毎日新聞グループと東京スポーツ新聞社は全面的な提携を交わす。それまで東京・築地の日刊スポーツ新聞社本社内にあった東スポ本社が、江東区越中島に新築された東日印刷・スポーツニッポン新聞東京本社と同じビルに移転。東スポの紙面製作・印刷も日刊スポーツグループの日刊スポーツ印刷社から、東日印刷への委託に切り替えられた。

## 沿革

### 現在の毎日新聞
- 1872年（明治5年）3月29日（旧暦2月21日）  - 『東京日日新聞』、東京浅草の日報社から創刊。
- 1875年  - 日本の近代新聞史上初となる個別配達を開始。
- 1876年  - 日報社、『中外物価新報』の印刷発行を三井物産から請け負う。
- 1877年（明治10年） - 太政官正院廃止に伴い文書局（現在の国立印刷局）が消滅。これ以後、官報創刊まで本紙が明治政府の公式発表を掲載する。ただし、本紙掲載により新しい法律、勅令が公布されたものと看做される程の強い権威は与えられなかった。
- 1911年 大阪毎日新聞社、日報社を合併（『東京日日新聞』と『大阪毎日新聞』の題号はそれぞれ変更せず）。大毎発行の『毎日電報』を『東京日日新聞』に吸収させる（東京日日は地紋の桜模様や「余録」欄等を継承）。
- 1926年（大正15年）12月25日 大正の次の元号を「光文」と誤報（光文事件）。
- 1936年（昭和11年）12月25日　「時事新報」を合同[注 6]。
- 1943年（昭和18年）1月1日  - 東西で異なっていた題号を『毎日新聞』とする。編集機能を東京に集約統合した。

### 夕刊東京日日新聞
- 1948年12月4日 東京日日新聞社より夕刊紙として新創刊。
- 1954年9月1日 朝刊に転換

## 紙齢
現在の東日本の毎日新聞（東京本社・北海道支社発行）の紙齢（創刊からの号数を示すバックナンバー）は、東京日日新聞時代からの物を加算している。1987年（昭和62年）8月30日付で、日本の日刊紙では初めて紙齢40,000号、2015年（平成27年）2月12日付で紙齢50,000号をそれぞれ達成した。

## 題字

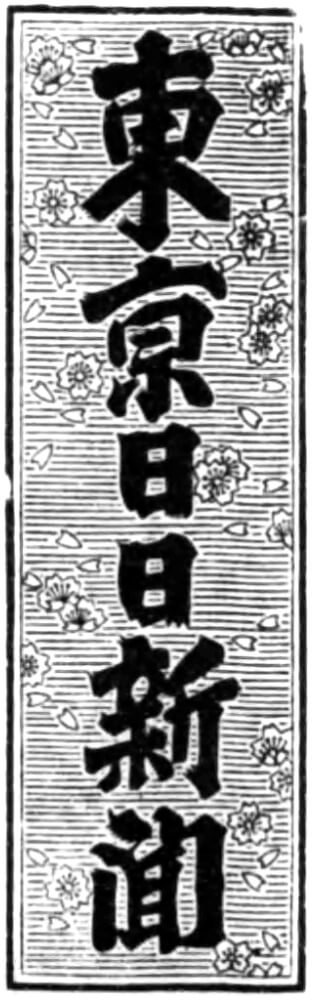
1941年時点の題字（この下に「時事新報合同」が入る）

- 1872年（明治5年）2月21日の創刊号から同年3月1日までは右横書き篆書の袋文字で飛雲模様が入り、「東亰日日新聞」（「日日」は籀文で、くにがまえに烏とくにがまえに正、「新」も異体字で偏が「立+未」）
篆書は当時の書の名人であった謙堂が揮毫したもので、その文字の飛雲模様を落合幾次郎が付けた。
- 1872年3月2日より同年6月29日までは明朝体の右横書きで「東京日日新聞」
- 1872年7月2日より1873年（明治6年）2月28日までは縦書き楷書で「東京日＝新聞」（「＝」は繰り返し文字）
- 1873年3月2日より翌3日までの2日間は楷書で右横書き「官許」以下縦書きで「東京日＝新聞」
- 1873年3月7日より6月12日までは同じく右横書き「官許」以下縦書きで「東亰日＝新聞」であるものの、書体が隷書になる。（「新」の偏は「立+未」）
- 1873年6月15日から1874年（明治7年）6月4日まで右横書き「官許」以下縦書きで「東京日々新聞」となり、書体が明朝体に変更。
- 1874年6月5日からは上部の「許官」が抜け、11月30日まで縦書き明朝体で「東京日々新聞」
- 1874年12月2日以降は右横書き筆文字で「東亰日日新聞」（「新」の偏は「立+未」）福地源一郎が揮毫した。
- 明治30年代後半に時期不詳ながら縦書きになり「東亰日日新聞」（聞のもんがまえは「门」）。同じく福地源一郎が揮毫したもの。
- 1911年（明治44年）3月1日にそれまで無地だった地紋に横線と桜花が入る。これは大阪毎日新聞の経営に移ったためで、同社が東京で発行していた『毎日電報』から承継したもの。（大正中頃まで「大阪毎日新聞社経営」「毎日電報合同」の明朝体活字が右肩に入る。その後の昭和初期頃に、時期不詳ながら題字と地紋が一部補正される。）
- 1936年（昭和11年）12月25日、題字の右肩に縦書きで「時事新報合同」の文字が入る。翌12月26日から題字の下に黒地に白抜きの右書きで『時事新報』の題字が小さく入り、その下に右書きゴシック体活字で「合同」と記されるようになる。

- 夕刊東京日日新聞の題字と地紋は、現在の毎日新聞時代の物（1911年3月1日から1942年12月31日まで使用）と同一の物を使用していた。

## 社旗と社章
- 社旗は『東京日日新聞』の「東」の字を六芒星に象り、その中央に「京」の字を象った白抜きに「日日」の字を円形に配したマーク（社章）を中心に、赤の二本帯線を背後に引いた意匠であった。

## 発行所の変遷
- 1872年2月21日 東京府浅草茅町一丁目24番地（創業者の一人である条野伝平宅。現在の東京都台東区柳橋一丁目13）
- 1872年3月12日 東京府日本橋元大坂町新道（現在の東京都中央区日本橋人形町一丁目の北部）
- 1873年2月25日 東京府浅草瓦町16番地（創業者の一人である西田伝助宅：現在の東京都台東区柳橋一丁目23） - 跡地はワコール浅草橋ビルとなり、三菱UFJ銀行浅草橋支店、ルシアン東京店が入居する。
- 1874年5月11日 東京府銀座二丁目3番地（現在の中央区銀座二丁目6） - 跡地は大倉喜八郎が取得し、大倉本館となる。
- 1876年12月31日 東京府尾張町一丁目1番地 - 現在の中央区銀座五丁目1。跡地は中村積善会が取得して名古屋鉄道に賃貸、ニューメルサ→EXITMELSAとなる。
  - 1878年11月2日 東京府京橋区尾張町一丁目1番地（区制施行。上記と同一住所）
  - 1889年5月1日 東京府東京市京橋区尾張町一丁目1番地（市制施行。上記と同一住所）
- 1909年3月31日 東京府東京市麹町区有楽町一丁目2番地 - 1965年（昭和40年）毎日新聞社のパレスサイドビルへの移転に伴い三菱地所に売却。有楽町ビルヂングと共に建て替えられ、新有楽町ビルヂングとなる。
  - 1943年7月1日 東京都麹町区有楽町一丁目2番地（都制施行。上記と同一住所）

## 主な事業
- 全日本囲棋選手権大会→本因坊戦 - 学芸部長阿部眞之助が発案、副部長黒崎貞治郎が主導して1939年（昭和14年）創設。大毎本社との共同主催。
- 名人戦 (将棋) - 阿部が発案し1935年（昭和10年）創設。

ただし、東日が主催していた時代は順位戦が無く、挑戦者決定リーグ戦が行われていた。順位戦は、毎日新聞社になった後の1946年からスタートする。
- 都市対抗野球大会 - 運動部の島崎新太郎と橋戸信が主導して1927年（昭和2年）創設。
- 東京オールドボーイズ庭球大会（現在の毎日テニス選手権） - 運動部長弓館小鰐が発案・主導して1919年（大正8年）創設。
- 東日天文館
- 日本音楽コンクール - 旧時事新報より承継
- 大相撲優勝額掲示 - 旧時事新報より承継
- 東京日日マガジン - 日曜附録。週刊誌のはしり。ただし発刊当時、大毎本社主導で『サンデー毎日』が創刊していた）